# 纤角长蝽属
纤角长蝽属（学名：Artheneidea）为杆长蝽科的一个属。

## 下属物种
本属包括以下物种：
- 纤角长蝽 Artheneidea tenuicornis Kiritshenko, 1914